# Samuel Pierre l'Honoré Naber
Samuel Pierre l'Honoré Naber (Zwolle, 30 januari 1865 – Den Haag, 14 mei 1936) was een Nederlands marineofficier en maritiem historicus.  

## Jeugd
Hij werd geboren als vijfde kind en tweede zoon van Samuel Adrianus Naber en Anna Elizabeth L'Honoré. Zijn vader was in Zwolle conrector aan de Latijnse school. In september 1870 werd zijn vader tot hoogleraar in de Griekse en Latijnse talen en letterkunde aan het Athenaeum Illustre te Amsterdam benoemd. Het gezin vestigde zich daar aan de Prinsengracht, tussen de Utrechtse straat en de Amstel. In 1865 nam hij de naam L'Honoré Naber aan, nadat duidelijk was dat zijn grootvader van moederszijde, referendaris bij het Kabinet des Konings, Samuel Pierre L'Honoré zonder mannelijke nazaten zou sterven.

## Carrière bij de marine
l'Honoré Naber begon in september 1880 als adelborst 3e klas aan de opleiding van het Koninklijk Instituut voor de Marine te Willemsoord. Hij bleef meer dan 33 jaar werkzaam bij de Marine. Bijzonder verheugd was hij in 1935 met zijn erebevordering, op 70-jarige leeftijd, tot de titulaire rang van schout-bij-nacht. meer dan twintig jaar nadat hij de marine op 1 februari 1914 op de gebruikelijke leeftijd van rond de 50 jaar had verlaten. De hoogst door hem behaald rang was Kapitein-ter-zee
Bij de marine had hij een zeer gevarieerde carrière. In augustus 1884 werd hij bevorderd tot Adelborst 1e klas (met de rang van tweede Luitenant, op 1 november 1886 tot Luitenant-ter-zee der 2de klasse. In die jaren diende hij op schepen met uitsluitend zeiltuig. Ook werkte hij later in zijn carrière op de laatste zeil-opnemingsvaartuig en de laatste zeil-opleidingsscheepjes. Daardoor heeft hij een grondige kennis opgedaan van zeiltuig, zeilmanoeuvres en zeiltermen, waarvan hij in zijn latere geschriften ten volle heeft geprofiteerd.
In 1884-85 maakte hij deel uit van een reis naar de Kust van Guinee. Misschien dat door deze reis zijn latere grote belangstelling voor de geschiedenis van de Hollandse en Zeeuwse handelsnederzettingen op de Afrikaanse kust is gewekt. Het eerste van vele van de door hem bewerkte van de Linschoten-Vereeniging zou in 1912 de Beschryvinghe van het Gout Koninckrijck van Gunea van Pieter de Marees woorden, een jaar later gevolgd door de Toortse der Zee-vaert van Dierick Ruiters en de Schiffarten, van Samuel Brun
Een groot deel van zijn carrière bracht hij door op de zogenaamde kruisers, die in een periode van 8,5 jaar tussen 1874 en 1884 op stapel waren gezet op bevel van de Minister van Marine Willem Frederik van Erp Taalman Kip. Deze schepen hadden alle een volledig driemasttuig en geen gepantserde romp. Het geschut vuurde net als in de tijd van de Ruyter nog in de breedte. 
Eind negentiende eeuw werkte hij een periode als officier-instructeur in stuurmanskunst, sterrenkunde en de meteorologie aan het Koninklijk Instituut voor de Marine, ter voorbereiding daarop werkte hij bij de dienst der hydrografie in Oost-Indië en was hij enige tijd gedetacheerd bij de Sterrewacht te Leiden. 
In 1901 verscheen van zijn hand het Zeemanshandboek met daarin uitvoerige hoofdstukken over stoomwerktuigen, distilleertoestellen, elektrotechniek, desinfectiemiddelen en afstandmeting. Dit werk viel zowel bij Marine als Koopvaardij ondanks de hoge prijs zodanig in de smaak dat in 1910 een tweede druk kon verschijnen. 
Van mei 1903 tot december 1905 voerde hij in het voormalige Oost-Indië, het huidige Indonesië, het bevel over een opnemingsvaartuig. Hij bracht daar een aantal tot dan toe nog onbekende gebieden in kaart. Hij publiceerde hier twee artikelen over in het Marineblad van 1906: Locale attractie en Varia op het gebied der maritieme hydrografie. In 1906 voerde hij in Den Haag de redactie over een nieuw marine-seinboek. Na in mei 1907 ternauwernood aan een saaie staffunctie in Willemsoord ontsnapt te zijn, slaagde hij er in een bijzonder avontuurlijke opdracht te bemachtigen. Samen met een Franse commissie bracht hij in West-Afrika de oostgrens van Liberia in kaart. Hij bracht hier in 1910 een boek over uit, Op expeditie met de Franschen. Zijn laatste belangrijke functie bij de Marine was die van commandant van Hr. Ms. Instructieschip Van Galen te Hellevoetsluis

## Werkzaamheden na zijn pensionering
Na zijn pensionering kon hij zijn tijd volledig besteden aan de studie van het Nederlandse maritieme verleden.  
Na zijn ontslag bij de marine leefde hij twintig jaar samen met zijn zuster, Johanna Naber, de feministe en schrijfster van historische studies, eerst in Amsterdam, later in Utrecht en vanaf 1927 in Den Haag. Kort na zijn afscheid werd hij benoemd tot secretaris van het Koninklijk Nederlandsch Aardrijkskundig Genootschap.
Van januari 1917 tot maart 1922 was l'Honeré-Naber actief als bibliothecaris van het nieuw op te richten Scheepvaartmuseum. Daar beschreef en catalogiseerde hij niet alleen de boeken, maar indien nodig repareerde en onderhield hij ze ook. Een half jaar voor de officiële opening van het museum door de Koningin kreeg hij echter onenigheid met een aantal leden van het Dagelijks Bestuur, waardoor hij zich genoopt voelde deze betrekking neer te leggen.      
Kort daarna verhuisde hij naar Utrecht, waar hij samen met zijn zuster gedurende vijf jaar inwoonde bij hun oudste broer, de  hoogleraar Jean Charles Naber. In Utrecht was hij lid van het Provinciaal Utrechts Genootschap en van het Utrechts Historisch Genootschap.  
In het midden van jaren twintig verschenen van zijn hand een flink aantal publicaties. In 1923 verscheen van zijn hand bij uitgeverij Martinus Nijhoff een Nederlandse vertaling van Barlaeus' Rerum per octennium in Brasilia. In 1924 verschenen in De Zee twee opstellen, Over scheepsmodellen en verzamelingen daarvan, en Over scheepsmodellen, spiegelversieringen, en schegbeelden. In hetzelfde jaar gaf de Linschoten Vereeniging zijn Hessel Gerritsz uit; in 1925 verscheen zijn 19e-eeuwse geschiedenis van de Nederlandse Zeemacht in het Leven van een Vloothouder; in 1926 verrijkte hij de koloniale geschiedenis met het Het dagboek van Hendrik Haecxs. Ook kwam er een bewerking van t Leven en Bedrijf van Vice-Admiraal De With. Langen tijd werkte hij verder aan de geschiedenis van Piet Hein; In 1928 verscheen zijn uitgave van de Documenten uit het archief van den Luitenant-admiraal Piet Heyn. De meeste deze werken werden gepubliceerd in de serie Werken, en Bijdragen en Mededeelingen van het Historisch Genootschap te Utrecht. Daarnaast schreef hij een flink aantal korte biografieën voor het Nieuw Nederlandsch biografisch woordenboek (tegenwoordig te lezen op dbnl).
Vanaf april 1927 bracht hij de laatste negen jaar van zijn leven door in Den Haag. Hij verkeerde daar in marinekringen en bezocht ook geregeld de Koninklijke Bibliotheek en het Rijksarchief. Ook in Den Haag ging hij door met publiceren. Achtereenvolgens verschenen Walvischvaarten, dertien delen Reisebeschreibungen von deutschen Beamten und Kriegsleuten im Dienst der West- und Ost-Indischen Kompagnien, een korte biografie van A.E. Rambaldo, drie delen van het Jaerlyck Verhael van Joannes de Laet en verder een tiental bijdragen en opstellen betreffende Tromp, de Bocht van Guinee, Angola, Brazilië en het leven aan boord der 17e-eeuwse Franse galeien. 
Na een vijf jaar durende, zich in 1931 openbarende ziekte, die hem langzamerhand het lopen onmogelijk maakte en hem op het eind van zijn leven aan bed kluisterde, overleed hij op 14 mei 1936. Drie dagen later werd hij begraven op Oud Eik en Duinen.

## Bestuurlijke werkzaamheden voor de Linschoten-Vereeniging
Hij was een drietal keren voorzitter van de Linschoten-Vereeniging, van 1925 tot 1927, van 1930 tot 1933, en van 1934 tot zijn dood in 1936. Van de 39 delen die tijdens zijn leven verschenen, staan er tien op zijn naam. 

## Werken
- Geschiedkundige atlas van Nederland (alleen scans beschikbaar), 1931